# 일본 침몰 (드라마)
《일본 침몰》은 1974년 10월 6일부터 1975년 3월 30일까지 방영된 일본의 드라마이다. 1975년 12월 31일에는 총집편이 방송되었다. 영화(1973년판)에서 유용한 컷에만 의지하지 않고 여기저기에서 의욕적인 화면을 완성한 특수 촬영뿐만 아니라, 드라마 부분에도 고액의 예산이 소비되어 '캐스팅 비용만으로 1억 엔'이라고 한다. 아래와 같은 주요 캐스트 이외에도 하마 미에, 쓰치야 요시오, 후지키 유 등 도호 특수 촬영 작품으로 친숙한 배우부터 시작해 호화로운 멤버들이 게스트로 출연해, 각 회의 이야기를 장식했다. 또한 주제가를 노래한 이쓰키 히로시도 제 14화에 게스트 출연하였다. 덧붙여, 소설에서는 중반에 대지진의 발생에 의해서 대재해를 입은 도쿄가 마지막까지 피해가 없기도 하고, 유키나가 조교수가 이야기의 도중에 나오지 않게 되어(연기하는 호소카와 도시유키가 도중에 하차했기 때문에) 대신에 다도코로 박사에게 협력하거나 다도코로 박사에게 딸이 있다는 드라마 독자적인 설정·전개가 있다. 또, 다도코로 박사는 원작과 달리 살아 남는다. 마지막 장면도 소설이나 영화와 큰 폭으로 달라 오노데라와 레이코가 생사 불명이라는 형태로 막을 닫지만, 후에 방송된 총집편의 나레이션 등에 의하면 2명은 살아나 호주로 탈출했던 것이 밝혀졌다. 본방송 당시 간사이 지방에서의 넷국은 ABC였지만, 후의 TBS 계열에서 테레비 아사히 계열로의 넷 체인지의 준비도 겹치고 있었다. 기이하게도 최종회가 방송된 3월 30일은 ABC에서의 TBS 계열로서 마지막 방송일이기도 했다. 후에 간사이에서의 재방송은 1987년 가을부터 현재의 계열국인 MBS 화요일 심야 시간대에서 이루어졌다. 1995년에 후쿠오카현에서 심야 프로그램(새벽 프로그램)으로서 재방송 되고 있었지만, 동년 1월 17일에 제 2화의 방송이 끝난 직후 효고현 남부 지진(한신·아와지 대지진)이 일어났기 때문에 3화째부터 방송이 중지되었다. 1996년부터 1997년에 걸쳐 전 13권을 2개로 나눈 LD-BOX가 발매되었다. 2001년에는 전 9권으로 DVD가 발매되었으며, 2006년에는 비한정의 DVD-BOX가 발매되었다(어뮤즈 소프트 엔터테인먼트).

### 스태프
- 기획: 다나카 도모유키
- 프로듀서: 사이토 스스무,오구라 히토시,하시모토 요지,야스다 다카오
- 감독: 나가노 스구루,가네야 미노루, 후쿠다 준, 니시무라 기요시,야마기와 에이조,마후네 다다시
- 각본: 야마네 유이치로,나가사카 슈케이,이시도 도시로
- 특기 감독: 다카노 고이치,다부치 요시오, 가와키타 고이치
- 음악: 히로세 겐지로
- 주제가: '내일의 사랑',삽입노래:'작은 새'
  - 작사: 야마구치 요코/작곡: 쓰쓰미 교헤이/편곡:보브 사쿠마/노래:이쓰키 히로시
  - 제 15화 이후의 '내일의 사랑'은 반주의 믹스,보컬,음질이 그 전까지 사용되고 있던 것과 달리 보다 선명한 것이 되었다.
- 제작: 도호 영상, 도쿄 방송
- 자문: 다케우치 히토시(도쿄 대학 교수, 제 14화에 특별 출연),오사키 요리히코(도쿄 대학 교수)

### 출현
- 오노데라 도시오: 무라노 다케노리
- 아베 레이코: 유미 가오루
- 다도코로 유스케 박사: 고바야시 게이주
- 마리아 베이 리: 마리 크리스틴
- 아리요시 마야: 오가와 도모코
- 유키나가 노부히코 조교수: 호소카와 도시유키
- 나카타 가즈나리 비서관: 구로사와 도시오
- 유키 다쓰야: 하시모토 이사오
- 요시무라 히데오: 나카야 노보루
- 다쓰노 기자: 다나카 구니에
- 야마시로 교수: 사사키 다카마루
- 구니에 조교수: 야마모토 게이
- 마쓰카와 총리대신: 야마무라 소
- 도노인: 나카무라 간지루
- 아키모토 부부(아파트 관리인): 오토리 게이스케,교 우타코
- 오노데라 하루코(도시오의 여동생): 사와다 아야코
- 오노데라 슈지(하루코의 남편): 오카모토 노부토
- 뉴스 캐스터: 신보리 도시아키(도쿄 방송 아나운서), 이케미즈 미치히로, 이치카와 오사무, 사쿠마 이사오
- 나레이션: 나이토 다케토시, 기시다 신(기시다는 예고만 담당, 논 크레딧)

### 부제
1. 흩날리는 바다
2. 해저의 광류
3. 흰 균열
4. 바다가 무너질 때
5. 지금,섬이 가라앉는다
6. 슬픔에 통곡하는 대지
7. 하늘의 송곳니·검은 용권
8. 분노의 탁류
9. 해저 동굴의 수수께끼
10. 아소의 불의 폭포
11. 교토에 오로라가!
12. 위소경의 수도
13. 무너져 가는 교토
14. 내일의 사랑
15. 대폭발·해저 유전
16. 가고시마 만 SOS!
17. 아마쿠사는 사라졌다!
18. 위기 강요하는 오카우치 댐
19. 안녕히·하코다테의 마을이야
20. 가라앉아 가는 홋카이도
21. 불기둥에 지는 이즈오시마
22. 꺽이는 일본 열도
23. 바다에 사라진 가마쿠라
24. 도쿄 도민 탈출하라
25. 도쿄가 가라앉는다
26. 도쿄 마지막 날